# Cirrhaea longiracemosa
Cirrhaea longiracemosa é uma espécie de planta do gênero Cirrhaea e da família Orchidaceae.

## Taxonomia
A espécie foi descrita em 1934 por Frederico Carlos Hoehne.

## Forma de vida
É uma espécie epífita e herbácea.

## Conservação
A espécie faz parte da Lista Vermelha das espécies ameaçadas do estado do Espírito Santo, no sudeste do Brasil. 

## Distribuição
A espécie é endêmica do Brasil e encontrada nos estados brasileiros de Espírito Santo e São Paulo.  A espécie é encontrada no domínio fitogeográfico de Mata Atlântica, em regiões com vegetação de floresta ombrófila pluvial.